# 1988年ソウルオリンピックのチェコスロバキア選手団
1988年ソウルオリンピックのチェコスロバキア選手団（1988ねんソウルオリンピックのチェコスロバキアせんしゅだん）は、1988年9月17日から10月2日にかけて韓国のソウルで開催された1988年ソウルオリンピックのチェコスロバキア選手団、およびその競技結果。

## 概要
今大会は金メダル3個、銀メダル3個、銅メダル2個の合計8個のメダルを獲得した。

## メダル
| メダル | 選手名                                    | 競技   | 種目           |
| ------ | ----------------------------------------- | ------ | -------------- |
| 金     | ヨゼフ・プリビリネチ                      | 陸上   | 男子20km競歩   |
| 金     | ミロスラフ・メチージュ                    | テニス | 男子シングルス |
| 銀     | ヤン・ゼレズニー                          | 陸上   | 男子やり投げ   |
| 銀     | ヘレナ・スコバ ヤナ・ノボトナ             | テニス | 女子ダブルス   |
| 銅     | ミロスラフ・メチージュ ミラン・スレーバー | テニス | 男子ダブルス   |